# Jaroslav Bžoch
Jaroslav Bžoch (* 30. listopadu 1983 Teplice) je český politik, obchodní manažer a také amatérský hráč rugby league, od července 2024 poslanec Evropského parlamentu, v letech 2017 až 2024 poslanec Poslanecké sněmovny PČR, v letech 2016 až 2018 zastupitel Ústeckého kraje, v letech 2014 až 2018 a znovu krátce v roce 2022 zastupitel města Teplice, bývalý člen ODS, nyní člen hnutí ANO (od roku 2022 člen předsednictva hnutí). Jaroslav Bžoch je mistrem ČR v rugby league s týmem Krupka Dragons z let 2016, 2017 a 2021 a dlouholetým reprezentantem v tomto sportu.

## Život
Absolvoval obor mechanik – operátor sklářských strojů na Střední škole AGC v Teplicích (tehdy ještě Glaverbel). Mezi roky 2006 a 2009 vystudoval ekonomii na Univerzitě Jana Evangelisty Purkyně v Ústí nad Labem (získal titul Bc.). Následně mezi roky 2019 a 2021 vystudoval obor Mezinárodní vztahy a evropská studia na Metropolitní univerzitě v Praze (získal titul Mgr.).
Pracuje v oboru logistiky a námořních a leteckých přeprav, má i roční zkušenost z Nového Zélandu. V letech 2015 až 2017 pracoval jako obchodní manažer ve firmě Damco Czech Republic, následně se stal zaměstnancem společnosti Maersk Line, kde zastává pozici manažera pro klíčové zákazníky.
S manželkou Nikolou Bžochovou mají dvě děti (syna a dceru). Rodina žije v Teplicích. Zajímá se o rugby league a crossfit.
Je dlouholetým[kdy?] českým reprezentantem v rugby league. Působí v týmu RLC Dragons Krupka. V minulosti hrál i v zahraničí. V letech 2016, 2017 a 2021 získal s týmem RLC Dragons Krupka titul v nejvyšší české soutěži v tomto sportu.

## Politické působení
V letech 2007 až 2011 byl členem ODS, od roku 2011 je členem hnutí ANO. V komunálních volbách v roce 2014 byl z pozice lídra kandidátky ANO zvolen zastupitelem města Teplice. Působil jako člen finančního výboru. Ve volbách v roce 2018 se mu mandát zastupitele města nepodařilo obhájit. V komunálních volbách v roce 2022 kandidoval do zastupitelstva Teplic z 6. místa kandidátky ANO. Mandát zastupitele města se mu podařilo získat, ještě v prosinci 2022 však na mandát rezignoval.
V krajských volbách v roce 2016 byl za ANO zvolen zastupitelem Ústeckého kraje. Působil jako člen Komise dopravní a Komise pro sport a volný čas. Na funkci zastupitele rezignoval 23. února 2018.
Ve volbách do Poslanecké sněmovny PČR v roce 2017 byl za  ANO zvolen poslancem v Ústeckém kraji, a to ze šestého místa kandidátky. Ve volbách do Poslanecké sněmovny PČR v roce 2021 kandidoval za ANO na 3. místě v Ústeckém kraji. Získal 3 613 preferenčních hlasů, a stal se tak znovu poslancem. Na sněmu hnutí ANO v únoru 2022 byl zvolen členem předsednictva hnutí.
Ve volbách do Evropského parlamentu v červnu 2024 figuroval na 2. místě kandidátky ANO. Hnutí volby vyhrálo a Bžoch se se ziskem 31 989 preferenčních hlasů stal jedním z šesti europoslanců za ANO. Na konci června 2024 rezignoval na mandát poslance Poslanecké sněmovny PČR. Ve Sněmovně jej nahradila Kamila Bláhová.